# Isny im Allgäu
Isny im Allgäu è una città tedesca di 14 835 abitanti, nel land del Baden-Württemberg.

## Storia
Isny fu fondata intorno al 1042 come centro commerciale e mercato controllato dai vicini signori. Nel XIII secolo i suoi cittadini la fortificarono con le mura per difendersi dalle scorrerie dei signorotti feudali della zona.
Nel 1356 comprò la propria indipendenza ottenendo dall'imperatore lo statuto di città libera dell'Impero, governata da un proprio consiglio municipale.
Nel 1529 accolse la fede protestante e la sua fiorente economia fu gravemente danneggiata dalla Guerra dei Trent'anni, con incendi e pestilenze.
Acquistato il diritto di voto e di seggio al Reichstag entrò a far parte del Banco svevo nel Collegio delle Città imperiali fino al 1802, quando fu ceduta ai conti von Quadt zu Wyckradt e nel 1806 al nuovo regno del Württemberg seguendone poi le sorti.

## Economia
Nella città ha avuto sede in passato la Mauser e vi hanno sede la Sauer e la Dethleffs.